# 俞大絪
俞大絪（1905年—1966年），女，浙江山阴人，中国英语语言学家，曾任北京大学教授，第四届全国政协委员，在文化大革命時期受到野蠻攻擊凌辱服毒自殺。

## 家庭
丈夫曾昭抡。兄俞大維、俞大绂。弟俞大綱。表兄陈寅恪。